# Magazynek

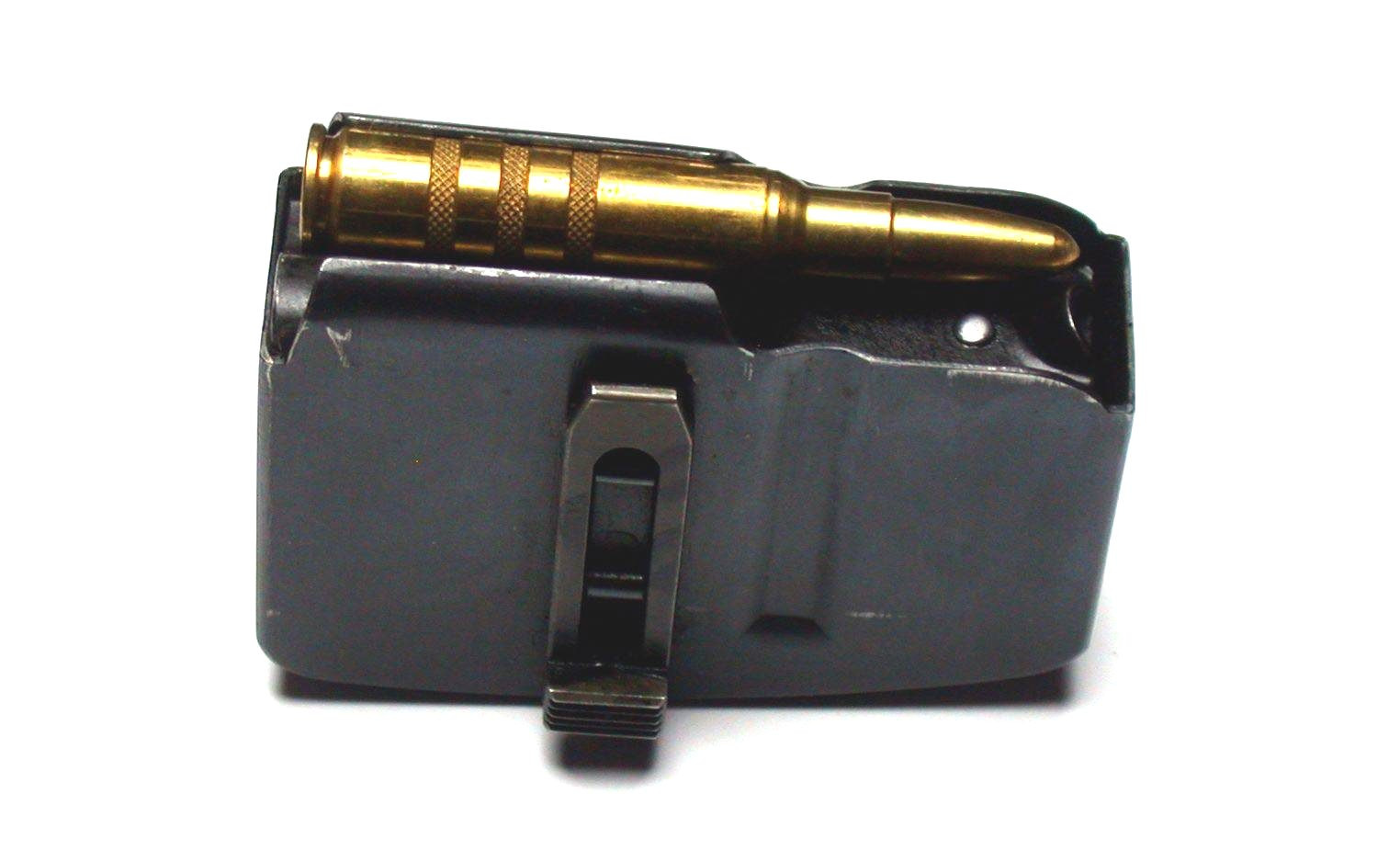
Magazynek pudełkowy

Magazynek – część składowa broni palnej stanowiąca wewnętrzny zasobnik zapasowych nabojów. Podczas przeładowania kolejne naboje dosyłane są z magazynka do komory nabojowej. Umożliwia to prowadzenie ognia bez konieczności każdorazowego ładowania broni pojedynczymi nabojami.

## Charakterystyka

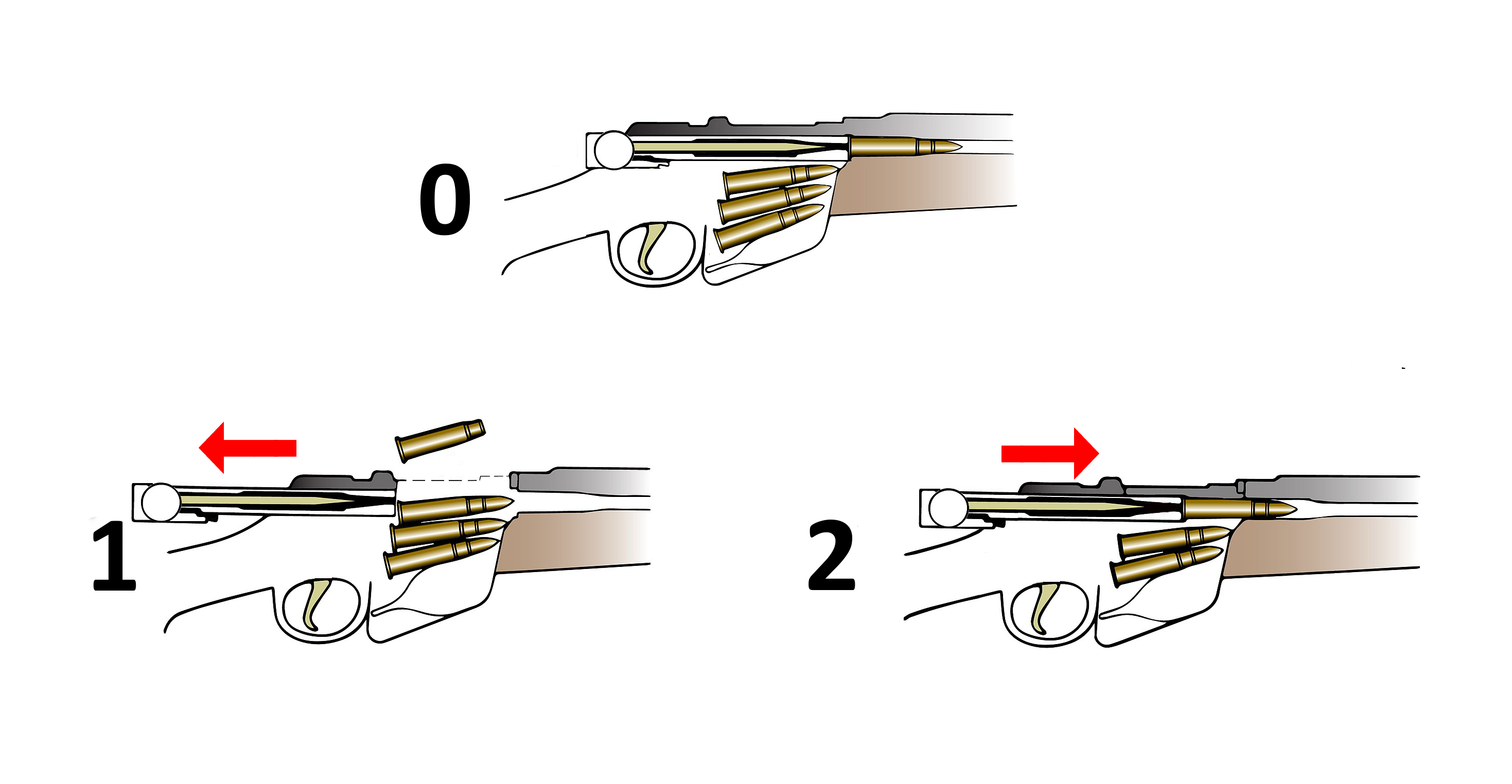
Dosyłanie kolejnych naboi z magazynka podczas przeładowywania na przykładzie zamka dwutaktowego

Zastosowanie magazynków znacząco zwiększa szybkostrzelność praktyczną broni przeładowywanej ręcznie (zob. broń powtarzalna) oraz stanowi popularny system zasilania broni automatycznej zdolnej do prowadzenia ognia ciągłego. Dawniej magazynki były zazwyczaj trwale zintegrowane z bronią (przede wszystkim w karabinach powtarzalnych), a w celu usprawnienia ich ładowania stosowano ładowniki lub łódki nabojowe. Z czasem na popularności zaczęły zyskiwać magazynki wymienne (przede wszystkim w broni samopowtarzalnej i samoczynnej), umożliwiające wypięcie opróżnionego magazynka i szybkie zastąpienie go zapasowym (zawczasu załadowanym amunicją). Obecnie w broni wojskowej najpopularniejszym systemem są magazynki wymienne.
Pojemność magazynków jest zróżnicowana i zależna od przewidywanego zastosowania broni, jej gabarytów, ale również w niektórych przypadkach wymuszana warunkami konstrukcyjnymi amunicji (najczęściej waha się jednak w przedziale od kilku do kilkudziesięciu sztuk nabojów). Skrajnymi wartościami są tutaj przykładowo: magazynek 3-nabojowy w karabinie wyborowym Mauser SP66 i magazynek 275-nabojowy w pistolecie maszynowym American-180.

## Rodzaje
W najbardziej ogólnym ujęciu magazynki dzieli się na:
- stałe – stale zintegrowane z bronią (np. Mauser Gew98)[1]
- wymienne – umożliwiające szybkie odłączenie magazynka od broni i wymianę na zapasowy (np. MP40)[1]

Ze względu na budowę możemy wyróżnić magazynki:
- rurowe – naboje ułożone są jeden za drugim w rodzaju rury ciągnącej się wzdłuż osi broni (np. Winchester M1866)[1]
- pudełkowe – naboje ułożone są jeden nad drugim w rodzaju pudełka znajdującego się w okolicach zamka i przemieszczają się po linii prostej (np. FN FAL)
- łukowe – o analogicznej budowie jak magazynki pudełkowe jednak o zauważalnej krzywiźnie. Naboje przemieszczają się po linii łuku (np. AK)[1]
- bębnowe – naboje ułożone są w rodzaju bębna znajdującego się pod zamkiem i zwrócone są w kierunku wylotu lufy (np. PPSz-41)[1]
  - siodłowe (dwubębnowe) – zespół dwóch zintegrowanych magazynków bębnowych (np. MG34):
- talerzowe/dyskowe – naboje ułożone są w rodzaju dysku znajdującego się nad zamkiem i zwrócone są w kierunku centrum magazynka (okalając ten punkt) (np. Lewis)[1]
- rotacyjne – w przypadku magazynków stałych naboje ułożone są w okręgu, zwrócone w kierunku wylotu lufy (np. Mannlicher-Schönauer)
- zsypowe – naboje znajdują się w rodzaju pojemnika nad zamkiem i dosyłane są w dół, niekiedy jedynie pod wpływem grawitacji. (np. kartaczownica Gatlinga)
- ślimakowe – naboje ułożone są spiralnie w rodzaju tuby (np. PP-19)

Ponadto w zależności od ilości rzędów w jakich umieszczone są naboje wyróżniamy magazynki:
- jednorzędowe – naboje ułożone są w 1 rzędzie (np. Colt M1911)
- dwurzędowe – naboje ułożone są w 2 rzędach (np. Beretta 92)
- czterorzędowe – naboje ułożone są w 4 rzędach (np. Spectre M4)

## Galeria

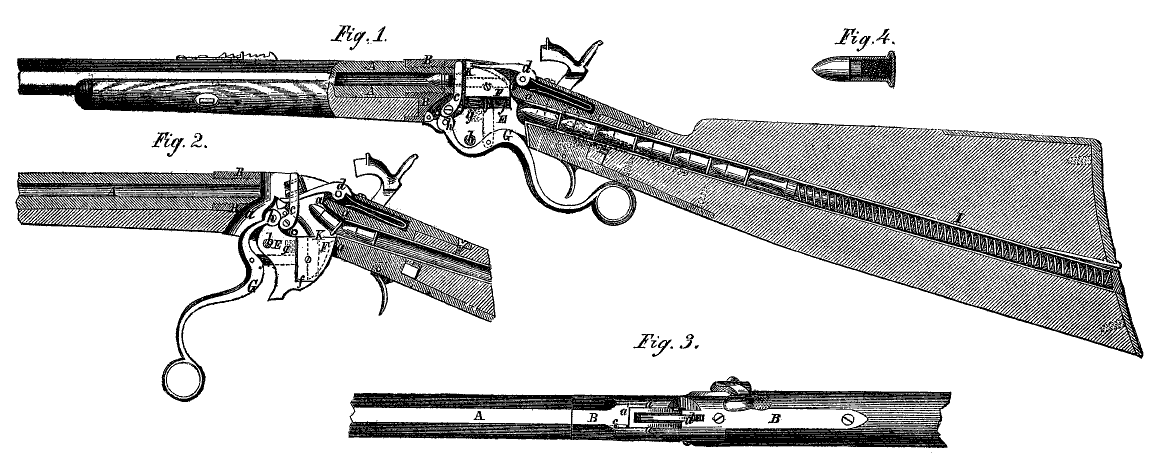
Schemat magazynka rurowego umieszczonego w kolbie (karabin Spencer)
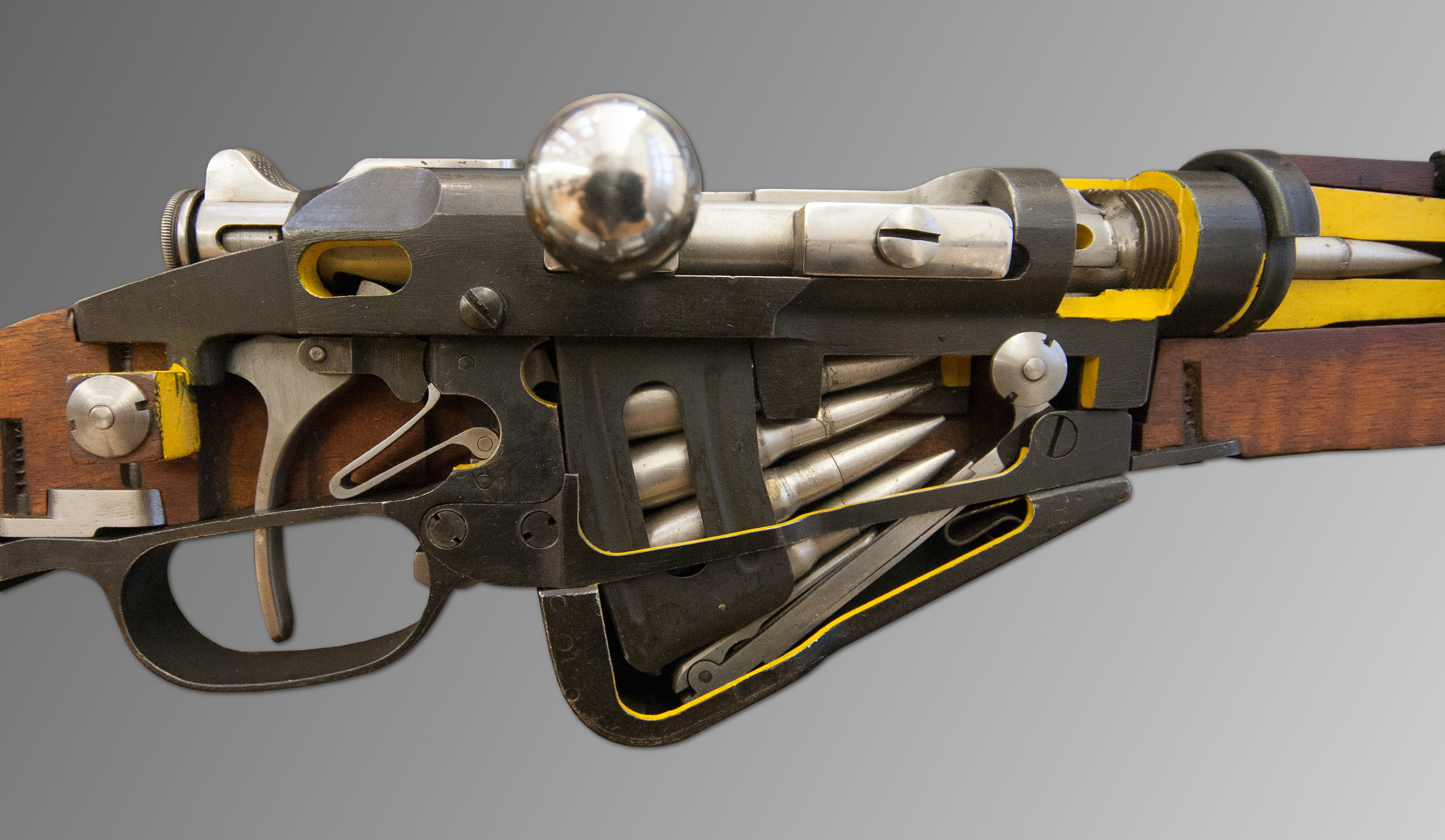
Stały magazynek pudełkowy widoczny na przekroju karabinu Berthier
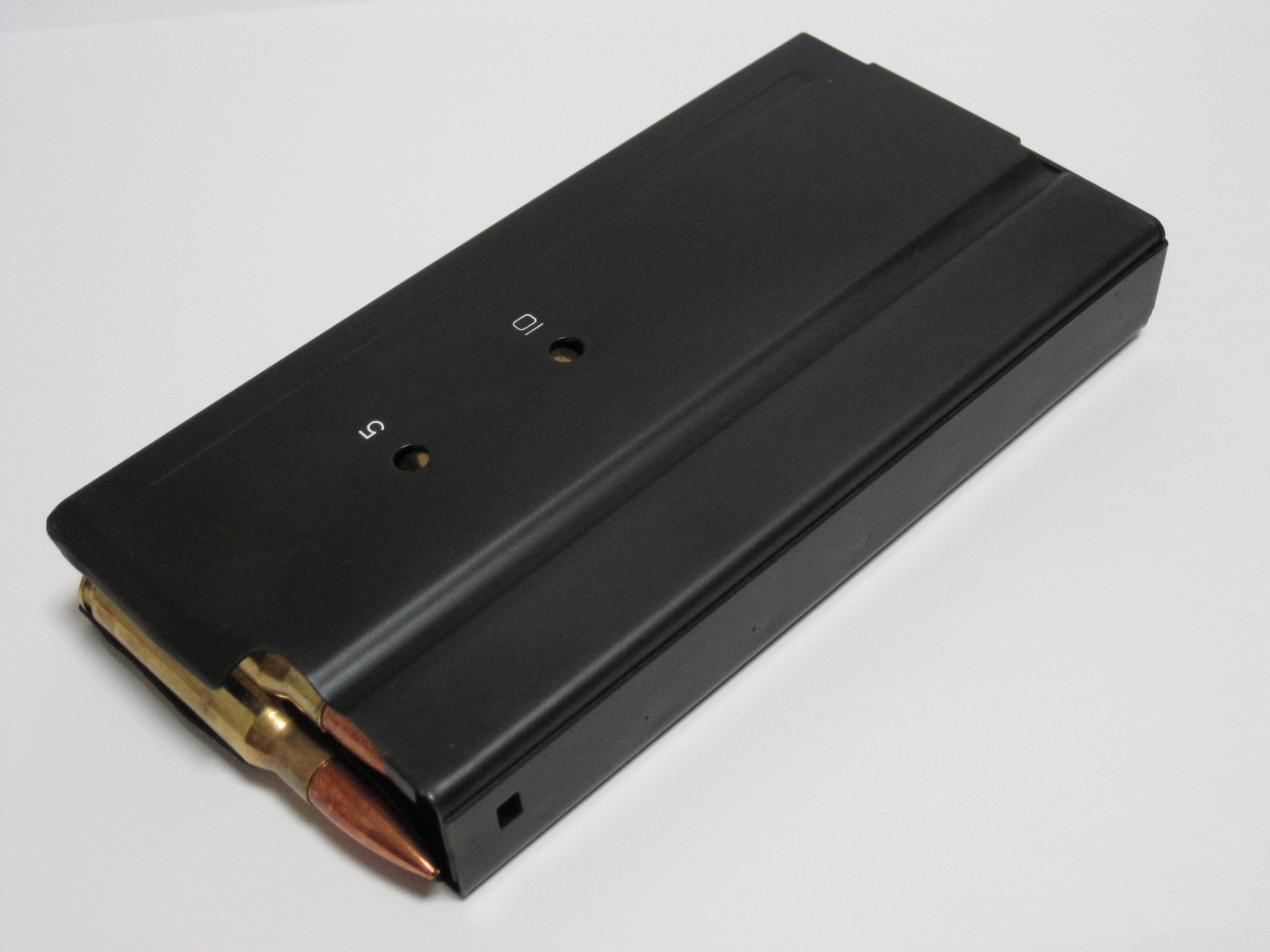
Wymienny magazynek pudełkowy
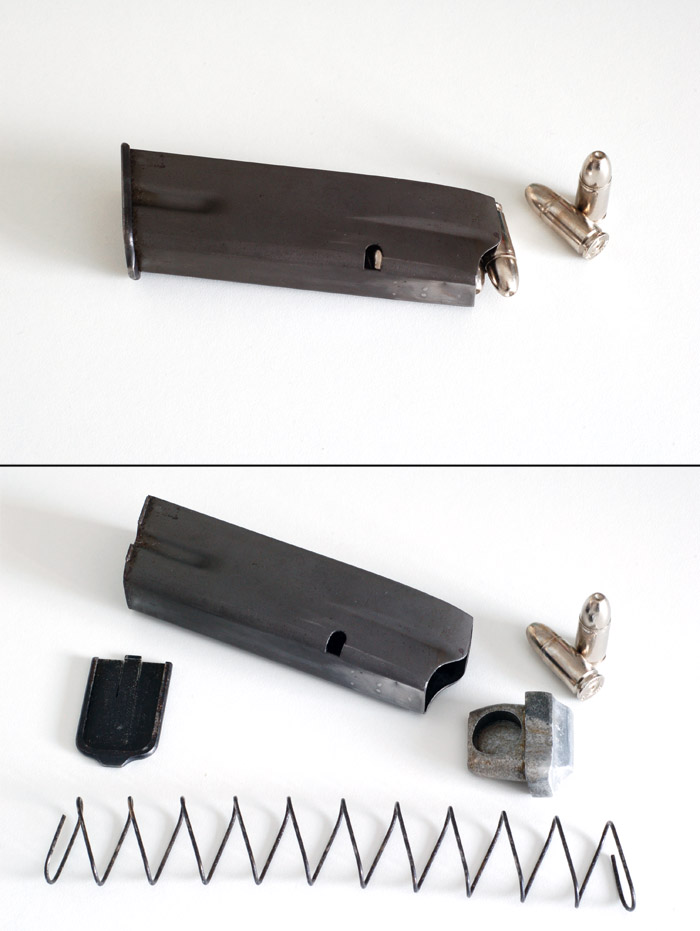
Wymienny magazynek pudełkowy rozłożony na części
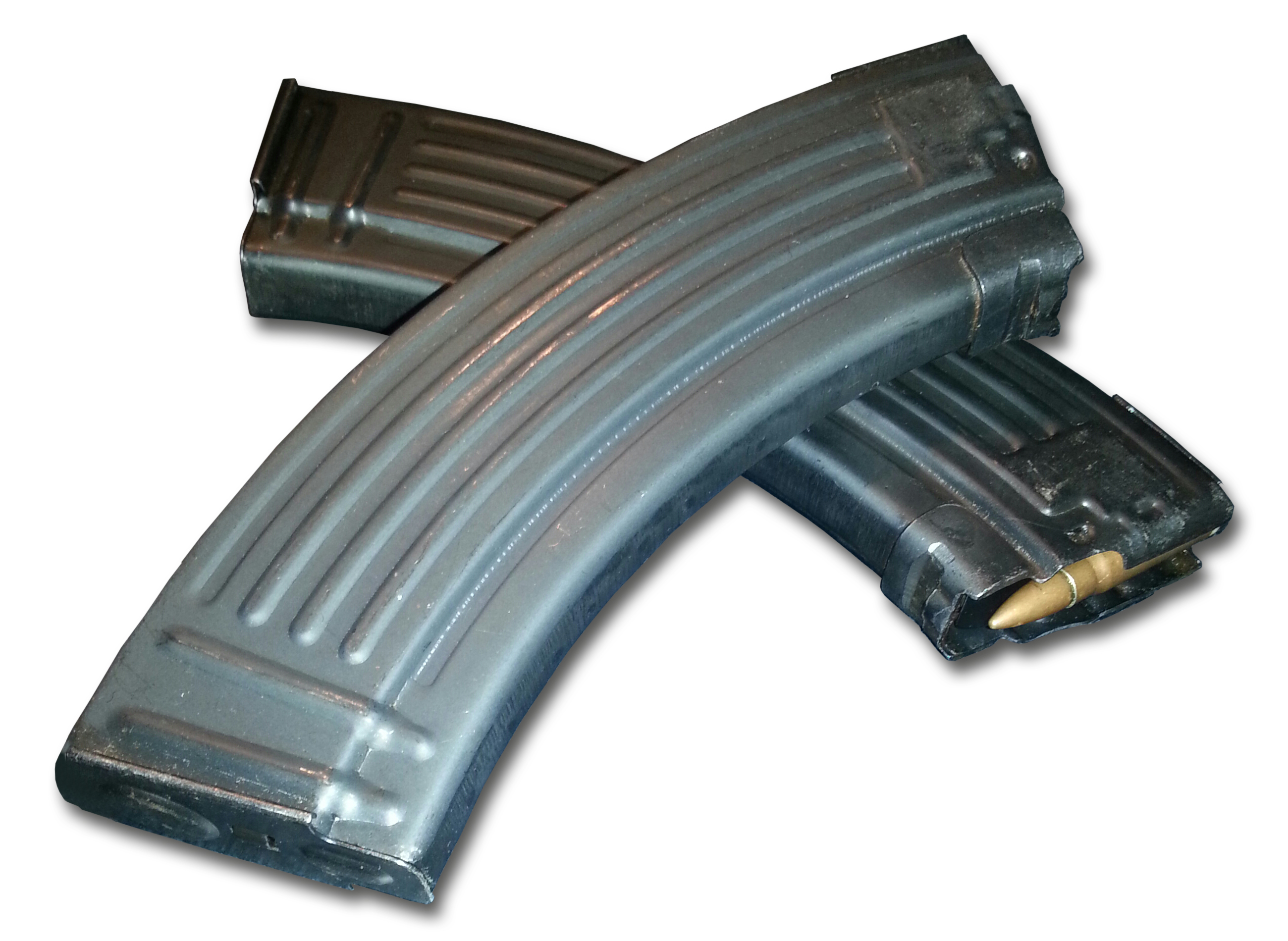
Wymienne magazynki łukowe
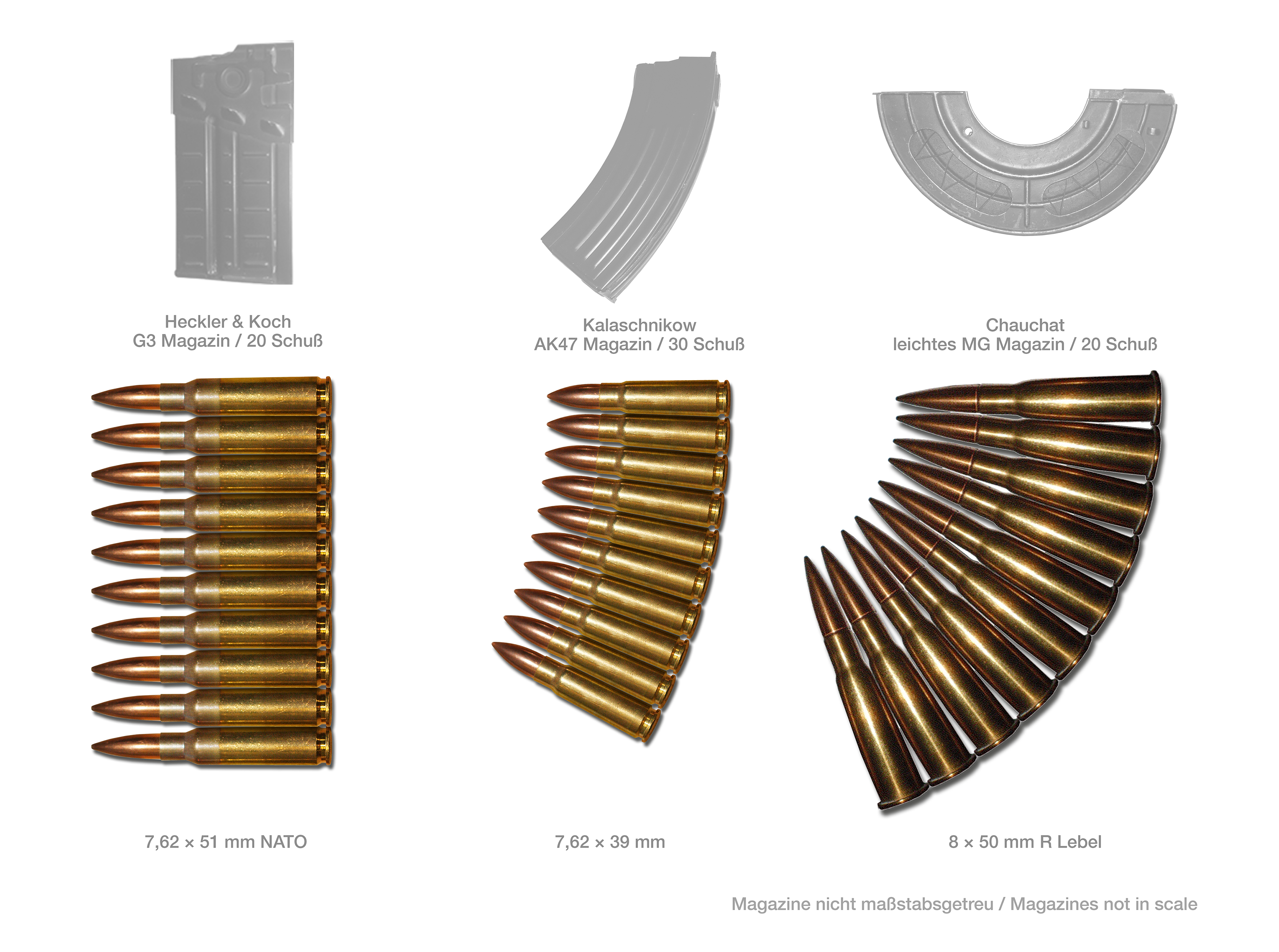
Porównanie ułożenia naboi w magazynku pudełkowym i magazynkach łukowych (o różnej krzywiźnie)
Schemat pudełkowego magazynka jednorzędowego
Schemat pudełkowego magazynka dwurzędowego
Schemat pudełkowego magazynka czterorzędowego
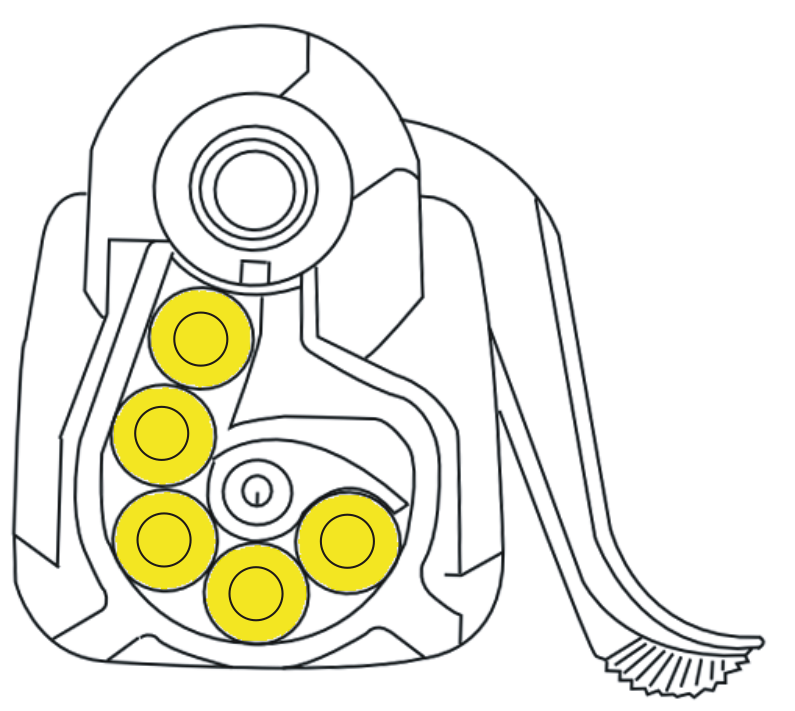
Schemat magazynka rotacyjnego
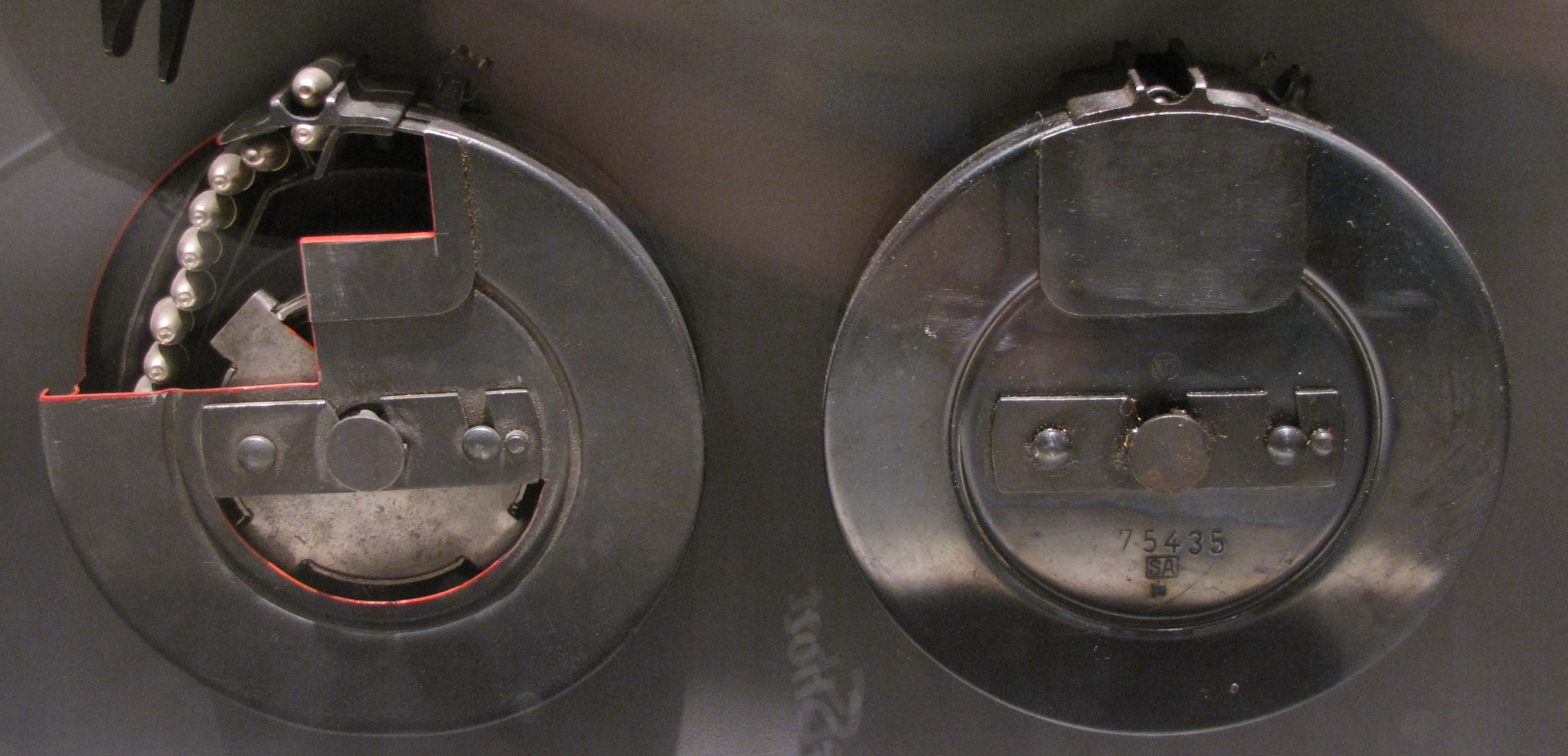
Magazynek bębnowy pistoletu maszynowego Suomi
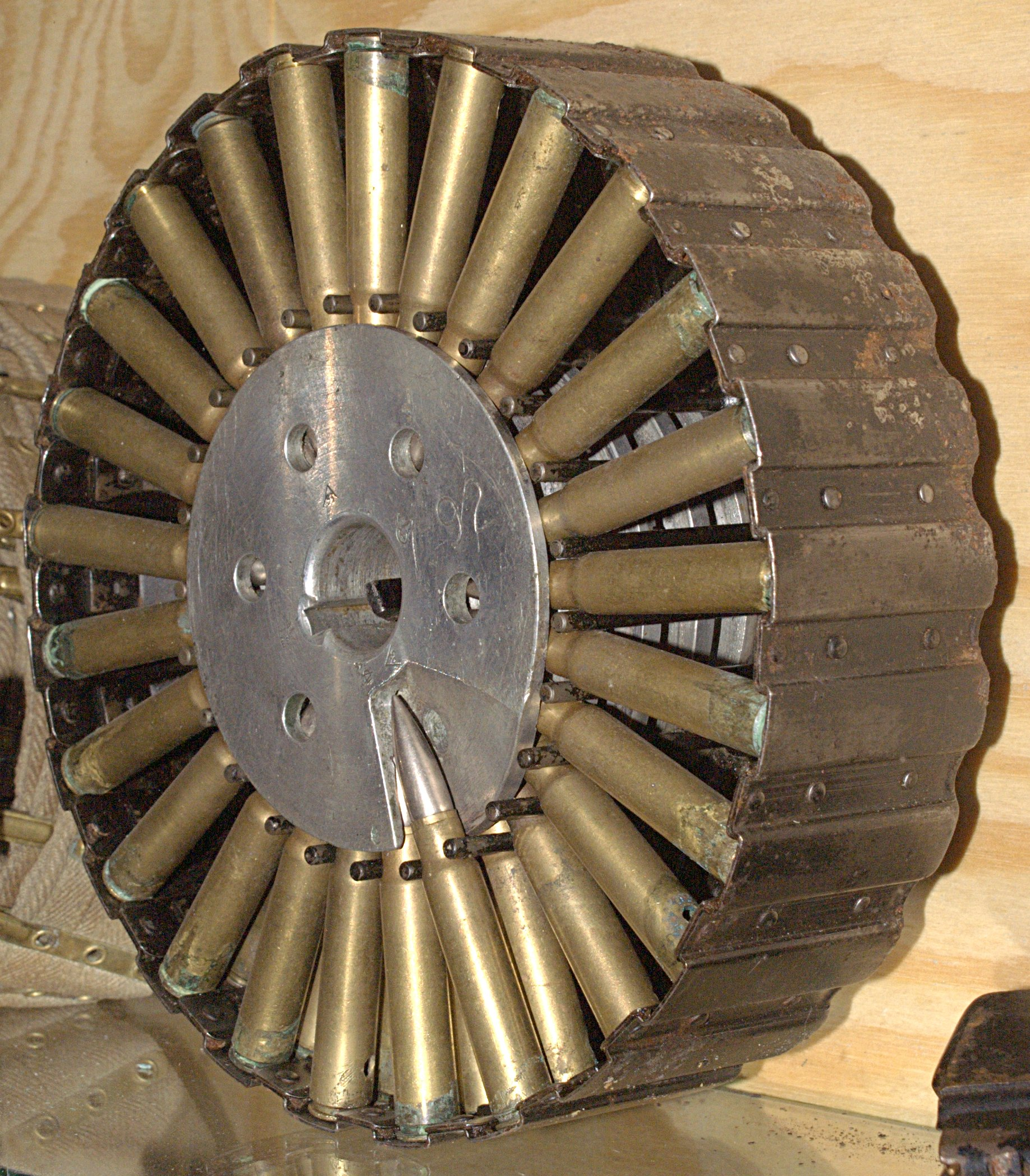
Magazynek dyskowy karabinu maszynowego Lewis
Schemat magazynka siodłowego